# Стрелечья Поляна
Стрелечья Поляна — деревня в Тульской области России.
В рамках административно-территориального устройства входит в состав Козьминского сельского округа Ефремовского района, в рамках организации местного самоуправления входит в муниципальное образование город Ефремов со статусом городского округа.

## География
Деревня находится в юго-восточной части Тульской области, в лесостепной зоне, на правом берегу реки Красивая Меча, к северу от автодороги 70К-123, на расстоянии примерно 20 километров (по прямой) к северо-востоку от города Ефремова, административного центра округа. Абсолютная высота — 210 метров над уровнем моря.

### Климат
Климат характеризуется как умеренно континентальный, с умеренно холодной снежной зимой и тёплым летом. Среднегодовая многолетняя температура воздуха составляет +4 — +4,6°С. Средняя температура воздуха самого холодного месяца (января) — −6,7 °C (абсолютный минимум — −46 °C), средняя температура самого тёплого (июля) — +18 °С (абсолютный максимум — +38 °C). Безморозный период длится в среднем 149 дней. Среднегодовое количество атмосферных осадков составляет 650—730 мм, из которых большая часть (около 460 мм) выпадает в тёплый период. Снежный покров держится в течение 130—145 дней. Среднегодовая скорость ветра составляет 3,6 м/с.

### Часовой пояс
Деревня Стрелечья Поляна, как и вся Тульская область, находится в часовой зоне МСК (московское время). Смещение применяемого времени относительно UTC составляет +3:00.

## Население
| 2002 | 2004 | 2010 |
| ---- | ---- | ---- |
| 168  | ↗196 | ↘96  |

### Национальный состав
Согласно результатам переписи 2002 года, в национальной структуре населения русские составляли 97 % из 168 чел.